# 慶元党禁
慶元党禁（けいげんとうきん）は、南宋が慶元元年（1195年）以後、程学（北宋の程顥・程頤兄弟の学説およびその流れをくむ学説）を「偽学」として排斥し、その流れに属する学者や政治家の仕官や著書の流布を禁じたこと。程学の中でも朱熹およびその学説（後の朱子学）が主たる禁止対象とされたことから、朱子学への弾圧事件として知られている。慶元の党禁（けいげんのとうきん）とも。

## 概要
程学に対する批判・弾圧は既に程顥・程頤兄弟の在世中から存在した。すなわち、王安石の新法に反対する旧法党としての処分に始まり、王安石没後の旧法党政権時代においても蘇学（蘇軾・蘇轍兄弟の学説）との対立に由来する旧法党の内紛が続いた。その後、南宋時代に入っても秦檜が政権を握っていた紹興14年（1144年）から彼が没する紹興25年（1155年）まで程学や張載（程顥・程頤兄弟の盟友）の学説は「専門之学」として弾圧を受けた。なお、朱熹が科挙に合格したのは、秦檜政権下の紹興18年（1148年）であり、全合格者330名中278番（第五甲第九十人）であったというのも、こうした時代背景から考えることが可能である。
朱熹は50年近くにわたって官僚の地位にあったが、良く言えば潔癖、悪く言えば完全主義者であった彼は、当時の政治（特に宰相などの指導者層）を批判するところが多く、皇帝直々の召出しを含めたたびたびの任官要請を辞退することが多かった。一方、朝廷からしても後に皇帝の寧宗が「朱熹の言うことは現実に行うことはできない」と極言したように、理想主義的であるとの批判が根強かった。その反面、天下に名声のある碩学である朱熹を無視することは出来ず、朱熹の招聘を続けなければならないという矛盾を行うことになった。その矛盾が現れたのは、淳熙8年（1181年）に就任した宰相王淮が朱熹の能力を評価して提挙両浙東路常平茶塩公事に任命したものの、朱熹が王淮の親戚である唐仲友を執拗に弾劾して王淮や唐仲友を推挙していた吏部尚書の鄭丙を激怒させた一件であった。この一件は鄭丙による朱熹への批判から、朱熹の学問に対する批判者の同調、ひいては程学そのものへの批判に転化していくことになり、結果的に慶元党禁の背景の1つになる。
紹熙5年（1194年）、宰相趙汝愚と外戚の韓侂冑らが協力して光宗を退位させ皇太子（寧宗）を即位させた。この際に朱熹は新帝からの意見を求められ、また趙汝愚からの協力の求めもあって首都臨安に入ったが、新皇帝直々の意向で侍講に任ぜられ、次いで朝散郎（正七品）煥章閣侍制となった。朱熹はたびたび寧宗のために講義を行ったが、その一方で韓侂冑が寧宗の側近として勢力を伸ばし、なおかつ当人が自分の現状の地位に不満を抱いていることに気付いた。朱熹は寧宗には側近の弊害を説いて暗に韓侂冑を批判し、趙汝愚には韓侂冑を名誉職に祭り上げることを勧めた。だが、趙汝愚は事態を軽視し、その一方で朱熹が行った批判は韓侂冑の耳に届くようになった。また、寧宗自身も朱熹の学識は評価しても、その政治的能力に関しては懐疑を抱くようになっていた。同年閏10月、朱熹はわずか49日で侍講を免ぜられ、翌慶元元年（1195年）2月には趙汝愚も突如宰相を更迭された。
当然、朱熹や趙汝愚の罷免に反対して韓侂冑を批判する主張が高まったが、反対に朱熹やその学問に対して批判的な人々の中にはこれを擁護する動きもあった。特に批判者のうち、韓侂冑の信任が厚く高官に至った4名（京鏜・何澹・劉徳秀・胡紘）は、後に「魁憸」と糾弾されることになる。他にも李沐・沈継祖・高文虎らが朱熹らの弾劾で活躍することになる。
4月、朱熹・趙汝愚の擁護者で韓侂冑を痛烈に糾弾した呂祖倹が配流され、6月には劉徳秀は学問の真偽を勘案し邪正を弁別することを奏上し、7月には何澹は「専門之学」は孔子・孟子の道から外れていると主張して、邪な者を官から追うことを上奏した。11月には元の宰相である趙汝愚が謀叛の疑いで配流され、翌慶元2年（1196年）1月には元の宰相であった留正（趙汝愚の前任）も「偽学の党」を政府に入れるきっかけになったと糾弾された。その後も、朱熹の説やそれに関連した学問（道学）を「偽学」として科挙などに用いることを禁じるなどの措置が採られた。
そして、12月に監察御史であった沈継祖は朱熹を6つの大罪で弾劾したのである。それは「母親に孝養を尽くさず不孝であった」「朝廷の召出しに応じず皇帝に対して不敬であった」「孝宗の陵墓を決める時に、蔡元定・趙汝愚とともに異論を挟み国家に対して不忠であった」「趙汝愚とともに姦人を朝廷に集めて、朝廷を愚弄・侮辱した」「弟子たちと徒党を組んだこと」「寺の敷地に学校を移転させ、移転時に孔子像と仏像の両方を傷つけたこと」であり、その他にも朱熹には数多くの不正があったと具体的な例が次々と挙げられた。その多くが荒唐無稽なものであったが、中には病気などを口実として官職任命を辞退しつづけていたことなど、以前から批判の対象になっていた事案も含まれていたことから全てを否定することも困難であった。このため、12月26日に朱熹は「落職罷祠」の処分を受けた。
以後も左丞相（宰相の筆頭）に昇った京鏜を中心として弾圧が進められ、慶元3年（1197年）2月に偽学の党人を中央の官職から排除することとし、12月には偽学の籍を作り、朱熹・趙汝愚ら59名を「偽学逆党」の一味として官職から排除することとした。そして、慶元4年（1198年）5月12日、「毀誉を倒置し、国是を傾け、衆心を惑わした」として偽学を禁止する詔勅が出された。高文虎が草案を作成したと伝えられる詔勅は、程学そして朱熹に批判的な人々・反感を持つ人の思いを見事に表現した文章とされ、これを読んだ韓侂冑も共感したとされている。ここに慶元元年以来の程学の弾圧は最高潮に達したのである。この時、69歳であった朱熹は同年12月に来年70歳になるのを理由として致仕を申し出て、慶元5年（1199年）4月に正式に受理され、その翌年の慶元6年（1200年）3月には71歳の生涯を閉じることになる。
ところが、朱熹の死去と入れ替わるように韓侂冑の態度も変化を見せ始める。一連の弾圧を支持した者には韓侂冑の同調者だけではなく、学問上の対立者も含まれていたが、当の韓侂冑は元々学問とは縁の薄い武官出身であり、党禁も朱熹や趙汝愚らが自分を軽んじたことに対する反発以外の何物でもなく、彼らが政治的な影響力を失うとこの問題に関する関心が薄れていき、むしろ党禁に対する反感が後日の報復の一因になるとする張孝伯からの忠告もあり、党禁の継続によって韓侂冑自身の立場に傷がつくことを恐れるようになる。折しも慶元5年2月に胡紘が罷免されて以後、2年半の間に「魁憸」とされた4名は死去や失態による罷免などで中央政界から姿を消し、韓侂冑も金への北伐（開禧用兵）を実現させることで、自身への求心力を回復させようと図る。こうした中で嘉泰2年（1202年）になると党禁は次第に緩められ、処分された者も朱熹との関係が深かった一部の者を除いては多くが復職が認められるようになる。
やがて、開禧用兵の失敗による韓侂冑の暗殺を経て、新しく執権した史弥遠は士大夫・官僚の支持を得るための計算で程学を尊崇する方針を定めており、宝慶3年（1227年）に朱熹は太師・信国公の爵位が追贈され、名誉が完全に回復した。淳祐元年（1241年）1月、理宗は孔子廟から王安石を排除して代わりに朱熹を従祀ように命じる詔勅を出す。以後、程学から発展した朱子学は国家公認の学説となり、反対に科挙の場から朱子学以外の学説は排除されるようになった。結果論からすれば、その後の中国社会では20世紀初に至るまで朱子学に基づく国家による思想統制が行われることになり、反対に朱熹やその学統に批判された学者・学説、そして朱子学に異を唱えた学者や学説は公式の場からは排除されることになった。